# Раков, Лев Львович
Лев Льво́вич Ра́ков (9 августа 1904, Якутск — 8 февраля 1970, Ленинград) — советский военный историк, музейный работник, литератор, мемуарист; создатель Государственного  мемориального музея обороны и блокады Ленинграда (1944), директор Публичной библиотеки в Ленинграде (1947—1950).

## Детские годы и юность
Лев Львович Раков родился в Якутске, где его родители отбывали ссылку. Брак родителей был фактическим.
Отец — Лев Всеволодович Теслер (1871—?), из одесской еврейской семьи, юрист, социал-демократ, член Первого съезда РСДРП, член  киевского «Союза борьбы за освобождение рабочего класса», был близок к группе «Освобождение труда». Мать — Елизавета Дмитриевна  Ракова (1874, Тотьма — 1933, Ленинград ), из дворянского рода. Дед — действительный статский советник Дмитрий Николаевич Раков (1840.04.01—1893.10.22). Е. Д. Ракова училась в Санкт-Петербургском женском медицинском институте. Участвовала в студенческом революционном движении.
С 1905 года жил в Петербурге с матерью, работавшей врачом. В 1917—1921 годах учился в Петроградской школе № 15 (бывшее Выборгское реальное училище).
С 1922 года учился в Санкт- Петербургском университете, на разных отделениях: на кафедре классической филологии у  И. И. Толстого и у С. А. Жебелёва, на отделении  истории и археологии факультета  языкознания и материальной культуры (Ямфак). Окончил университет в 1929 году. Одновременно  с учёбой работал экскурсоводом-лектором бюро политпросвета в Русском музее.
В 1930—1932 годах учился в аспирантуре Институте археологии (ГАИМК). Специализировался в области античной истории.
В 1923 году познакомился  с  М. А. Кузминым, посвятившем Льву Ракову цикл стихотворений 1924 года  «Новый Гуль». Дружеские отношения с Кузминым сохранялись до самой смерти последнего в 1936 году, а когда он умер, Раков принял деятельное участие в его похоронах, добившись разрешения на захоронение поэта на Литераторских мостках Волкова кладбища.

## Работа в Эрмитаже
С 1931 по 1942 год работал в Эрмитаже (сначала в просветительской части, а с 1932 года, став научным сотрудником, — в античном отделе). С 1937 года — учёный секретарь Государственного Эрмитажа. В 1937 году возглавил  работу по задуманной им выставке «Военное прошлое русского народа». По воспоминаниям дочери, «здесь он оказался в родной атмосфере: военная история с мальчишеских лет была его коньком — он всю жизнь играл в солдатики, коллекционировал их, сам отливал (после его смерти это богатое собрание было приобретено Эрмитажем)» .
С 1932 по 1936 год преподавал историю в ЛИФЛИ и ЛГПИ, вёл курс истории Древнего мира на историческом и педагогическом факультетах. В марте 1938 получил учёную степень кандидата исторических наук и звание доцента по кафедре истории античного мира.
В ноябре 1938 года был арестован как «активный участник контрреволюционной меньшевистской организации», провёл год в одиночной камере. В декабре 1939 года обвинения с Л Л. Ракова были сняты и он был восстановлен в должности учёного секретаря Эрмитажа. В июле 1940 года возглавил отделение оружия и военного дела в Эрмитаже. В апреле 1941 года возглавил отделение истории русской культуры.
В июле 1941 года вступил добровольцем в РККА, участвовал в боях по прорыву блокады Ленинграда (январь 1943 года) и под Синявино (июль—август 1943 года). Читал лекции в Ленинградском фронтовом доме Красной армии. Окончил военную службу в звании полковника.

## Музей обороны и Ленинградское дело
С 1944 по 1947 год — директор постоянной выставки «Героическая оборона Ленинграда» (с 1946 года — Музей обороны и блокады Ленинграда; был закрыт по решению партийного руководства в 1949 году).
Постановление о проведении выставки было принято Военным советом Ленинградского фронта в декабре 1943 года. Созданием и замыслом экспозиции занимался Л. Л. Раков, немедленно приступивший к работе. Экспозиция разместилась в здании бывшего Сельскохозяйственного музея в Соляном городке; его просторные залы заполнили гигантские живописные панно, боевое оружие (советское и трофейное, а том числе — боевой самолёт), «вещественные первоисточники» и работы ленинградских художников.
5 октября 1945 года СНК РСФСР было принято распоряжение о преобразовании выставки в Музей обороны Ленинграда. Объём экспозиции увеличился до тридцати семи разделов, в их числе — «Авиация Ленинградского фронта», «Краснознамённая МПВО»,  «Артиллерия Ленинградского фронта в боях за город Ленина», «Голодная зима 1941—1942 годов», «Ладожская трасса».
Главным художником стал Н. М. Суетин. Значительную часть экспозиции заняли работы В. В. Пакулина. С. С. Бойм в октябре 1943 года участвовал в оформлении раздела «Краснознамённый российский флот» . Весной 1944 года В. А. Власов  выполнил ряд работ для музея партизанского движения, впоследствии — партизанского отдела Музея обороны Ленинграда. Л. В. Гагарина  выполнила для музея серию работ «Ленинград в блокаде»;  серию работ «Из жизни осаждённого города» выполнила А. Е. Мордвинова . Н. Х. Рутковский зимой 1943 года написал несколько картин для будущего музея обороны Ленинграда («Обстрел района», «Тревожная ночь»). В создании музея принимали участие В. А. Серов, Н. Е. Тимков, В. И. Курдов. Был также создан гигантский макет, на котором показывалось форсирование Невы. «На макете "действует" около 4 500 фигурок и сотни соответствующих им по величине орудий, танков, автомашин, самолётов», — писал  Лев Раков.
Музей открылся 27 января 1946 года.

## Работа в ГПБ
С 4 мая 1947 года Л. Л. Раков был назначен директором ГПБ и много сделал для её развития и возобновления научной работы. В 1947 году он добился увеличения штатов, повышения окладов сотрудникам, имеющим учёные звания и степени. Расширил аспирантуру ГПБ и преподавание иностранных языков. Добился того, чтобы 17 июня 1949 вышло распоряжение Совета Министров СССР № 8922 о передаче ГПБ здания по набережной реки Фонтанки, д. 36. Занимался созданием сводного каталога русской книги XIX в. В январе 1948 года в ГПБ было создано военное отделение, где хранилась литература по военным  вопросам, что совпадало с научными интересами Л. Л. Ракова. 14 января 1949 года, в день 135-летия со дня открытия ИПБ, был издан приказ о начале работы над «Историей Публичной библиотеки».
21 февраля 1949 году на объединённом пленуме Ленинградского обкома и горкома ВКП(б) сотрудникам Музея обороны города были предъявлены обвинения в подготовке теракта «на случай приезда т. Сталина». Часть экспонатов была уничтожена.
В апреле 1949 года, в ходе кампании по борьбе с космополитизмом, ГПБ проверил Комитет по делам культпросветучреждений при Совете Министров РСФСР. Он выявил, что «содержание работы важнейших отделов библиотеки: систематизации, каталогизации, библиографии, фондов и обслуживания не отвечают требованиям партии в области идеологической работы». 
20 августа 1949 года библиотека получила приказ на проведение аттестации сотрудников, идеологическую чистку по национальным, сословным и другим вопросам. 27 октября 1949 собрание сотрудников ГПБ в ходе подготовки к аттестации утвердило следующую характеристику директору: «Раков — культурный инициативный работник с большими организаторскими способностями, выходец из старой петербургской интеллигенции, выросший среди квалифицированной ленинградской интеллигенции… Раков уделял много времени и внимания организационным вопросам, благодаря чему библиотека в настоящее время получает новое здание», — однако в вину ему вменялись ошибки по работе с кадрами, «которые он подбирал по деловому, а не политическому признаку».
В марте 1950 года Раков был освобождён от должности и в том же году повторно арестован. Приговорён ВКВС к расстрелу, который был заменён на двадцать пять лет тюрьмы с поражением в правах на пять лет и конфискацией имущества.
Отбывал заключение во Владимирской тюрьме, в одной камере с писателем и философом Д. Л. Андреевым и академиком медицины В. В. Париным. В соавторстве они сочинили вымышленную пародийную биографическую энциклопедию «Новейший Плутарх».
Был освобождён в 1954 году, дело прекратили в связи с «отсутствием состава преступления».

## Работа во  Всероссийском музее А. С. Пушкина
В 1954 году  назначен заместителем директора Всесоюзного Пушкинского музея и директором Научной библиотеки Академии художеств.
В 1962 году по состоянию здоровья вышел на пенсию. Умер 8 февраля 1970 года в Ленинграде и был похоронен там же на Серафимовском кладбище.

## Литературная деятельность
В середине 1950-х годов в соавторстве с Д. Н. Альшицем написал сатирические пьесы «Опаснее врага» и «Что скажут завтра?», спектакли по ним были поставлены в Театре комедии и оформлены Н. П. Акимовым.
- Опаснее врага: комедия в 3 д. Л.; М., 1962 (в соавторстве  с Д. Алем)
- Что скажут завтра?: комедия в 3 д. М., 1962 (в соавторстве с Д. Алем)
- Ну и вечер!: комедия в 3 д. Новая ред. М., 1973 (в соавторстве с Д. Алем)
- Новейший Плутарх: иллюстрированная биография знаменитых деятелей всех стран и времен от А до Я. М., 1991 (в соавторстве с Д. Л. Андреевым, В. В. Париным)

Писал стихи и мемуарную прозу, опубликованные после его смерти. 
- Тюремные стихи / публикация , вступительная статья А. Л. Раковой // Нева. 2001. № 4
- В капле воды // Звезда. 2004. № 1.

## Семья
- Первая жена (1928—1930) — Наталия Владимировна Султанова (урождённая Шумкова, 3.04.1895, Петербург — 12.07.1976, Ленинград), библиотековед, библиограф. В  первом браке замужем  за историком театра, критиком А. А. Гвоздевым, в браке носила фамилию Гвоздева, дочь — Наталья Алексеевна Гвоздева, архитектор (1921—1987). Во втором браке замужем за  Ю. Н. Султановым[16].
- Вторая жена — Марианна Давидовна Кузнец (22 марта 1896 — 1961)[17][18], переводчик, языковед в области английского языка, заведующая кафедрой иностранных языков Ленинградского педиатрического медицинского института; дочь иркутского купца первой гильдии Давида Хаимовича Кузнеца, двоюродная сестра сценаристки Галины Шерговой.
  - Сын — Юрий Львович Кузнец, доктор исторических наук.
- Третья жена (фактический брак) — Александра Ильинична Вощинина (1905—1974). 
  - Дочь — Анастасия Львовна Ракова (1938—2010), научный сотрудник Государственного Эрмитажа. С 1970 по 2010 год работала в  отделе западноевропейского искусства хранителем коллекции орнаментальной гравюры. Автор статей и книг по истории западноевропейской гравюры[19].
- Четвёртая жена (1944—1970) — Марина Сергеевна Фонтон (6 августа 1912, Петербург — март 1986, Москва,[20], сотрудница ГПБ, филолог, преподаватель английского языка в Ленинградском университете. В 1950 году оформила гражданский брак с Раковым и вскоре была арестована как жена «врага народа» и сослана в Кокчетав, откуда вернулась в Ленинград весной 1953 года. Реабилитирована  в марте 1954 года. С мая 1954 по 1975 год работала в должности старшего преподавателя английского языка на геологическом факультете ЛГУ. Похоронена на кладбище на Николиной горе под Москвой.

## Награды
- Ордена Отечественной войны I и II степени;
- медаль «За победу над Германией в Великой Отечественной войне 1941—1945»;
- медаль «За оборону Ленинграда».

## Книги и публикации
- К проблеме  разложения рабовладельческой формации. Л., 1933
- Военное прошлое русского народа в памятниках искусства и предметах вооружения XVII — нач. XIX в.: путеводитель по выставке. / Гос. Эрмитаж. Л., 1938 (2-е изд. 1939)
- Краткий очерк военной истории нашей Родины. Л., 1940 (2-е изд. 1941)
- Героическая оборона Ленинграда: очерк-путеводитель по выставке. / составлено Л. Л. Раковым. Л.; М., 1945
- Русская военная форма: очерк-путеводитель по выставке «История русской военной формы». Л., 1946
- Государственная Публичная библиотека имени М. Е. Салтыкова-Щедрина за 30 лет советской власти // Научная конференция, посвященная тридцатилетию Великой Октябрьской социалистической революции, 15—17 дек.1947 г. Л., 1948